# Чешиново-Облешево (община)
Чешиново-Облешево (макед. Општина Чешиново-Облешево) — община в Северной Македонии. Расположена в восточной части страны. Население составляет 7490 человек (2002 год).
Административный центр — город Облешево.
Площадь территории общины 132,2 км².
Этническая структура населения в общине по переписи населения 2002 года:
- македонцы — 7 455 чел. (99,5%);
- остальные — 35 чел. (0,5%)